# Yummy!!
『Yummy!!』（ヤミー!!）は、日本の男性アイドルグループ・Kis-My-Ft2の7作目のオリジナル・アルバム。2018年4月25日にavex traxから発売された。

## リリース
本作が7人組グループのデビュー7周年にして7作目のアルバムであることから、スペシャルシングル『You&Me』をセブンネットにて完全生産限定77,777枚で同日発売。これはアルバムタイトル『Yummy!!』と似た音を持つ言葉とされ、You (ファン) と Me (Kis-My-Ft2) で「おいしい関係」になるという意味が込められている。
本作は初回盤A (CD+DVD)、初回盤B (CD+DVD)、通常盤 (CD) の3形態で発売。通常盤にはメンバーの北山宏光、藤ヶ谷太輔、玉森裕太ソロ曲と、ボーナストラックとしてメンバー紹介曲「We are キスマイ!」が収録される。また初回盤A/Bに付属のDVDには、アルバム収録曲に乗せて、ドラマ、コント、バラエティー、アニメ、ドキュメンタリー、ダンス企画の前後編が収録される。ほか恒例企画として初回盤Aには『KIS-MY-TV』、初回盤Bには『キスマイスポーツ選手権』の模様が収録される。また、初回盤Bにはメンバービジュアルのジャケットカードが7枚封入されている。

## チャート成績
2018年05月07日付オリコン週間アルバムチャートで初登場1位を獲得した。初登場1位はファーストアルバム『Kis-My-1st』（2012年）から8作連続通算8作目。
なお、1stアルバムから8作連続で初週売上20万枚突破を達成しているアーティストは、KinKi Kids（12作連続）に次いで史上2組目となる。
- CD初週売り上げ枚数：217328枚
- CD年間売り上げ枚数：250555枚（2018年）

## 収録内容

### CD
※は通常盤のみ収録。シングル曲の詳細はそのページを参照。
1. "7th" Overture（inst.）[1:06]
作曲・編曲：HIKIE
2. Invitation [4:05]
作詞：ケリー、作曲：Peter Boyes・DWB・HIKARI、編曲：石塚知生
3. Mr.Star Light [3:28]
作詞：MiNE、作曲：MiNE・Atsushi Shimada、編曲：CHOKKAKU
  - セブン&アイ・ホールディングス「セブンネットショッピング」CMソング
  - フジテレビ系「もしもツアーズ」テーマソング

歌詞に自身が過去にリリースした楽曲のタイトルが散りばめられている。
4. PICK IT UP [3:36]
  - 19thシングル
5. Break The Chains [4:29]
作詞：Komei Kobayashi、作曲：Andreas Ohrn・Komei Kobayashi、編曲：Andreas Ohrn
6. Toxxxic※ [3:53] - 藤ヶ谷太輔
作詞・作曲：Kanata Okajima・Soma Genda、編曲：Soma Genda
7. 蜃気楼 [3:53]
作詞：Ryohei Yamamoto、作曲：P3AK・Christofer Erixon、編曲：P3AK、Strings＆Piano Arrangement：鈴木歌穂
8. カ・ク・シ・ゴ・ト※ [4:04] - 北山宏光
作詞・作曲：HusiQ.K、編曲：鈴木雅也
9. セルフィー [4:15]
作詞：Atsushi Shimada、作曲：小松清人・川口進、編曲：井上慎二郎
  - ヤマザキ「夏のおいしくチョイス! キャンペーン」CMソング
10. 青春 Don't Stop!! [3:47]
作詞：MiNE、作曲：川口進・MiNE・Atsushi Shimada、編曲：生田真心
11. Super Tasty! [3:48]
作詞：Funk Uchino、作曲：Stephan Elfgren・Carlos Okabe、編曲：鈴木雅也
  - 本作のリードトラック
12. Clap-A-Holics※ [3:46] - 玉森裕太
作詞：SUNNY BOY、作曲：STEVEN LEE・Xisco・Drew Ryan Scott・川口進、編曲：Xisco
13. FREEZE [3:52]
作詞：MIYAVI・JUN、作曲：MIYAVI・Lenard Skolnik、編曲：MIYAVI・Yung Spirlburg
14. 赤い果実 [4:14]
  - 20thシングル
15. REAL ME [3:16] - 北山宏光・藤ヶ谷太輔
作詞：大沢圭一、作曲：朴優尊、編曲：CHOKKAKU
16. 友+情を、くっつけて [4:20]
作詞：鈴木おさむ、作曲・編曲：福岡良太
17. HAPPY☆DAY [4:17]
作詞：KOMU、作曲：Benny Jansson・Kevin Borg、編曲：h-wonder
18. We are キスマイ!※ [4:06]
作詞：ケリー、作曲：Fredrik "Figge" Bostrom、編曲：Fredrik "Figge" Bostrom・ha-j
「Kis-My-Calling!」の進化版[3]

### DVD

#### 初回盤A
1. キスマツ荘 ～キスマイ7年目の仲直り大作戦～ <前編>
2. KIS-MY-TV ～キスマイゴロク～

#### 初回盤B
1. キスマツ荘 ～キスマイ7年目の仲直り大作戦～ <後編>
2. キスマイスポーツ選手権 ～バブルサッカー＆ゆるスポーツ～

### シリアル動画
※通常盤（初回出荷分）のみ
- 「Yummy!!」ジャケット撮影メイキング

## 収録作品
| 楽曲タイトル        | 収録                                                   | 収録                                                                   |
| ------------------- | ------------------------------------------------------ | ---------------------------------------------------------------------- |
| "7th" Overture      | CDアルバム                                             | 『Yummy!!』                                                            |
| Invitation          | CDアルバム                                             | 『Yummy!!』                                                            |
| Invitation          | ライブ映像                                             | 『LIVE TOUR 2018 Yummy!! you&me』                                      |
| Invitation          | CD （スペシャルエディット）                            | 『LIVE TOUR 2018 Yummy!! you&me』〈初回盤〉                            |
| Invitation          | ライブ映像                                             | 『君を大好きだ』〈EXTRA盤〉 （LIVE TOUR 2018 YOU&ME Extra Yummy!!）    |
| Mr.Star Light       | CDアルバム                                             | 『Yummy!!』                                                            |
| Mr.Star Light       | ライブ映像                                             | 『LIVE TOUR 2018 Yummy!! you&me』                                      |
| Mr.Star Light       | CD （スペシャルエディット）                            | 『LIVE TOUR 2018 Yummy!! you&me』〈初回盤〉                            |
| PICK IT UP          | CDシングル                                             | 『PICK IT UP』                                                         |
| PICK IT UP          | ミュージック・ビデオ                                   | 『PICK IT UP』〈初回生産限定盤A〉                                      |
| PICK IT UP          | マルチアングル・ミュージック・ビデオ （Dance Edition） | 『PICK IT UP』〈初回生産限定盤B〉                                      |
| PICK IT UP          | ライブ映像                                             | 『LIVE TOUR 2017 MUSIC COLOSSEUM』                                     |
| PICK IT UP          | CDアルバム                                             | 『Yummy!!』                                                            |
| PICK IT UP          | ライブ映像                                             | 『LIVE TOUR 2018 Yummy!! you&me』                                      |
| PICK IT UP          | CD （スペシャルエディット）                            | 『LIVE TOUR 2018 Yummy!! you&me』〈初回盤〉                            |
| PICK IT UP          | ライブ映像                                             | 『君を大好きだ』〈EXTRA盤〉 （LIVE TOUR 2018 YOU&ME Extra Yummy!!）    |
| PICK IT UP          | ライブ映像                                             | 『LIVE TOUR 2020 To-y2』                                               |
| PICK IT UP          | CD （スペシャルエディット）                            | 『LIVE TOUR 2020 To-y2』〈通常盤DVD〉                                  |
| PICK IT UP          | CDアルバム                                             | 『BEST of Kis-My-Ft2』                                                 |
| PICK IT UP          | ミュージック・ビデオ                                   | 『BEST of Kis-My-Ft2』〈初回盤A〉                                      |
| PICK IT UP          | ライブ映像                                             | 『Two as One』〈ファンクラブ限定盤〉 （Kis-My-Ftに逢えるde Show 2022） |
| PICK IT UP          | ライブ映像                                             | 『Kis-My-Ftに逢えるde Show 2022 in DOME』                              |
| Break The Chains    | CDアルバム                                             | 『Yummy!!』                                                            |
| Break The Chains    | ライブ映像                                             | 『LIVE TOUR 2018 Yummy!! you&me』                                      |
| Break The Chains    | CD （スペシャルエディット）                            | 『LIVE TOUR 2018 Yummy!! you&me』〈初回盤〉                            |
| Break The Chains    | ライブ映像                                             | 『君を大好きだ』〈EXTRA盤〉 （LIVE TOUR 2018 YOU&ME Extra Yummy!!）    |
| Break The Chains    | ライブ映像                                             | 『BEST of Kis-My-Ft2』〈通常盤〉                                       |
| Break The Chains    | ライブ映像                                             | 『Kis-My-Ftに逢えるde Show 2022 in DOME』                              |
| Toxxxic             | CDアルバム                                             | 『Yummy!!』〈通常盤〉                                                  |
| Toxxxic             | ライブ映像                                             | 『LIVE TOUR 2018 Yummy!! you&me』                                      |
| Toxxxic             | CD （スペシャルエディット）                            | 『LIVE TOUR 2018 Yummy!! you&me』〈初回盤〉                            |
| 蜃気楼              | CDアルバム                                             | 『Yummy!!』                                                            |
| 蜃気楼              | ライブ映像                                             | 『LIVE TOUR 2018 Yummy!! you&me』                                      |
| 蜃気楼              | CD （スペシャルエディット）                            | 『LIVE TOUR 2018 Yummy!! you&me』〈初回盤〉                            |
| 蜃気楼              | ライブ映像                                             | 『君を大好きだ』〈EXTRA盤〉 （LIVE TOUR 2018 YOU&ME Extra Yummy!!）    |
| 蜃気楼              | ライブ映像                                             | 『BEST of Kis-My-Ft2』〈通常盤〉                                       |
| カ・ク・シ・ゴ・ト  | CDアルバム                                             | 『Yummy!!』〈通常盤〉                                                  |
| カ・ク・シ・ゴ・ト  | ライブ映像                                             | 『LIVE TOUR 2018 Yummy!! you&me』                                      |
| カ・ク・シ・ゴ・ト  | CD （スペシャルエディット）                            | 『LIVE TOUR 2018 Yummy!! you&me』〈初回盤〉                            |
| セルフィー          | CDアルバム                                             | 『Yummy!!』                                                            |
| セルフィー          | ライブ映像                                             | 『LIVE TOUR 2018 Yummy!! you&me』                                      |
| 青春 Don't Stop!!   | CDアルバム                                             | 『Yummy!!』                                                            |
| 青春 Don't Stop!!   | ライブ映像                                             | 『君を大好きだ』〈EXTRA盤〉 （LIVE TOUR 2018 YOU&ME Extra Yummy!!）    |
| Super Tasty!        | CDアルバム                                             | 『Yummy!!』                                                            |
| Super Tasty!        | ライブ映像                                             | 『LIVE TOUR 2018 Yummy!! you&me』                                      |
| Super Tasty!        | CD （スペシャルエディット）                            | 『LIVE TOUR 2018 Yummy!! you&me』〈初回盤〉                            |
| Super Tasty!        | ライブ映像                                             | 『君を大好きだ』〈EXTRA盤〉 （LIVE TOUR 2018 YOU&ME Extra Yummy!!）    |
| Super Tasty!        | ライブ映像                                             | 『LIVE TOUR 2020 To-y2』                                               |
| Super Tasty!        | CD （スペシャルエディット）                            | 『LIVE TOUR 2020 To-y2』〈通常盤DVD〉                                  |
| Clap-A-Holics       | CDアルバム                                             | 『Yummy!!』〈通常盤〉                                                  |
| Clap-A-Holics       | ライブ映像                                             | 『LIVE TOUR 2018 Yummy!! you&me』                                      |
| Clap-A-Holics       | CD （スペシャルエディット）                            | 『LIVE TOUR 2018 Yummy!! you&me』〈初回盤〉                            |
| FREEZE              | CDアルバム                                             | 『Yummy!!』                                                            |
| FREEZE              | ライブ映像                                             | 『LIVE TOUR 2018 Yummy!! you&me』                                      |
| FREEZE              | CD （スペシャルエディット）                            | 『LIVE TOUR 2018 Yummy!! you&me』〈初回盤〉                            |
| FREEZE              | ライブ映像                                             | 『君を大好きだ』〈EXTRA盤〉 （LIVE TOUR 2018 YOU&ME Extra Yummy!!）    |
| 赤い果実            | CDシングル                                             | 『赤い果実』                                                           |
| 赤い果実            | ミュージック・ビデオ （Short Movie / Dance Edition）   | 『赤い果実』〈初回生産限定盤A〉                                        |
| 赤い果実            | CDアルバム                                             | 『Yummy!!』                                                            |
| 赤い果実            | ライブ映像                                             | 『LIVE TOUR 2018 Yummy!! you&me』                                      |
| 赤い果実            | CD （スペシャルエディット）                            | 『LIVE TOUR 2018 Yummy!! you&me』〈初回盤〉                            |
| 赤い果実            | ライブ映像                                             | 『君を大好きだ』〈EXTRA盤〉 （LIVE TOUR 2018 YOU&ME Extra Yummy!!）    |
| 赤い果実            | CDアルバム                                             | 『BEST of Kis-My-Ft2』                                                 |
| 赤い果実            | ミュージック・ビデオ （Short Movie）                   | 『BEST of Kis-My-Ft2』〈初回盤A〉                                      |
| REAL ME             | CDアルバム                                             | 『Yummy!!』                                                            |
| REAL ME             | ライブ映像                                             | 『LIVE TOUR 2018 Yummy!! you&me』                                      |
| REAL ME             | CD （スペシャルエディット）                            | 『LIVE TOUR 2018 Yummy!! you&me』〈初回盤〉                            |
| REAL ME             | ライブ映像                                             | 『君を大好きだ』〈EXTRA盤〉 （LIVE TOUR 2018 YOU&ME Extra Yummy!!）    |
| REAL ME             | CDアルバム                                             | 『BEST of Kis-My-Ft2』〈初回盤B〉                                      |
| 友+情を、くっつけて | CDアルバム                                             | 『Yummy!!』                                                            |
| 友+情を、くっつけて | ライブ映像                                             | 『LIVE TOUR 2018 Yummy!! you&me』                                      |
| 友+情を、くっつけて | CD （スペシャルエディット）                            | 『LIVE TOUR 2018 Yummy!! you&me』〈初回盤〉                            |
| HAPPY☆DAY           | CDアルバム                                             | 『Yummy!!』                                                            |
| We are キスマイ!    | CDアルバム                                             | 『Yummy!!』〈通常盤〉                                                  |
| We are キスマイ!    | ライブ映像                                             | 『LIVE TOUR 2018 Yummy!! you&me』                                      |
| We are キスマイ!    | CD （スペシャルエディット）                            | 『LIVE TOUR 2018 Yummy!! you&me』〈初回盤〉                            |
| We are キスマイ!    | ライブ映像                                             | 『君を大好きだ』〈EXTRA盤〉 （LIVE TOUR 2018 YOU&ME Extra Yummy!!）    |
| We are キスマイ!    | ライブ映像                                             | 『LIVE TOUR 2019 FREE HUGS!』                                          |
| We are キスマイ!    | CD （スペシャルエディット）                            | 『LIVE TOUR 2019 FREE HUGS!』〈通常盤〉                                |
| We are キスマイ!    | ライブ映像                                             | 『LIVE TOUR 2020 To-y2』                                               |
| We are キスマイ!    | CD （スペシャルエディット）                            | 『LIVE TOUR 2020 To-y2』〈通常盤DVD〉                                  |